# 天満橋 (広島市)
天満橋（てんまばし）は、広島県広島市の天満川にかかる道路橋。下流側に人道橋(歩道橋)を併設している。

## 概要
橋名の由来は西詰たもとにある天満宮から（下記歴史参照）。ここから東へ道沿いに進み本川橋を渡ると広島平和記念公園に入る。西へ進むと己斐橋がある。上流側に相生通りの広瀬橋、下流側に広島電鉄本線の鉄道橋・広電天満橋があり、最寄の駅は東詰下流側にある広電小網町停留場となる。
西詰上流側に広島市立天満小学校がある。
広島城開城当時からある橋で、天満川に唯一架けられた西国街道筋の橋であった。その後、現在の鋼橋に架け替えられた。

## 諸元
- 路線名 : 広島県道265号伴広島線[2]
- 橋長 : 54m
- 幅員 : 7m[2]
- 橋種 : 2径間連続下路式鈑桁橋

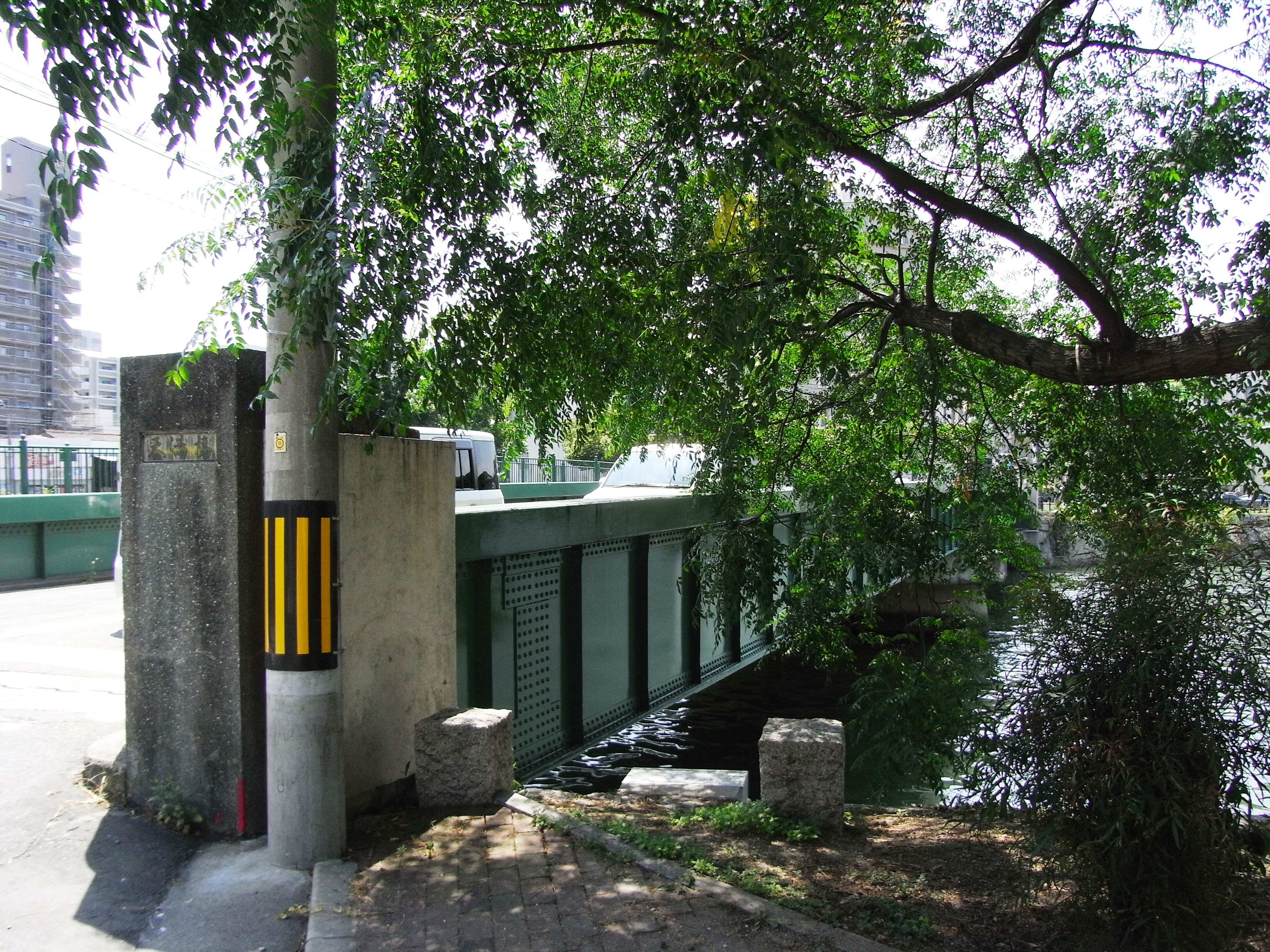
欄干
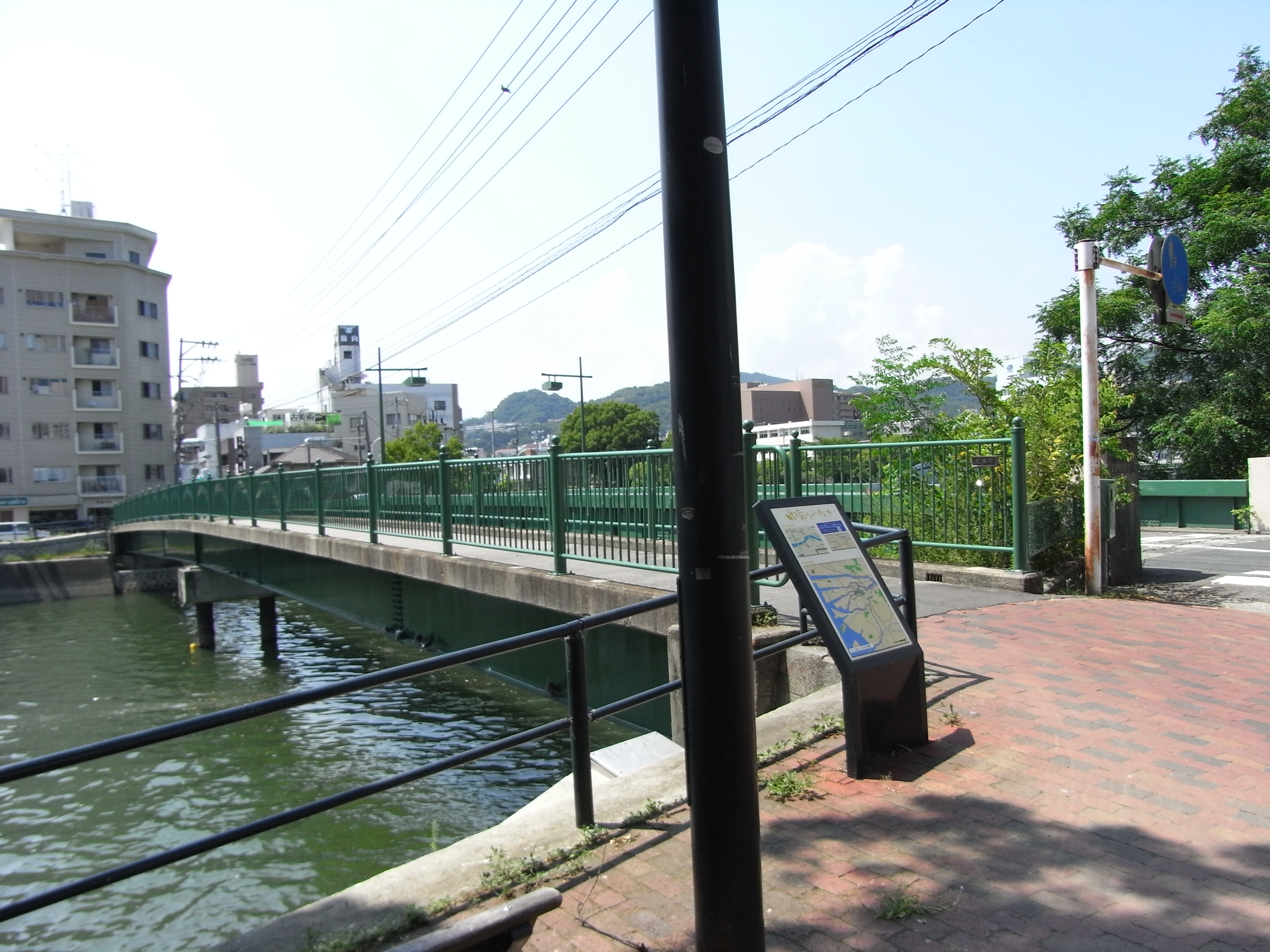
歩道

## 歴史
最初の架橋年度は不明。安土桃山時代、毛利輝元が広島城および城下を整備する時に、この地に普請小屋を置いた。そこからこの地は「小屋新開」「小屋新町」と呼ばれ、河川は「小屋川」、そこに架かる木橋を「小屋橋」と呼ぶようになった。なお毛利氏時代に架橋されたかどうかは不明であり、江戸時代に書かれた毛利氏時代の町割絵図の『芸州広島御分国八州之時御城下屋敷割并神社仏閣割共図』にも描かれていない。
江戸時代になると、毛利氏の次に入城した福島正則によって城下町は拡大整備され、それまで山沿いを通っていた山陽道（西国街道）を城下に引き込み、この橋は西国街道筋の橋となった。広島藩政時代において、防犯上の理由により橋の架橋制限が行われており、この橋は小屋川に唯一架けられた西国街道筋の橋であった。初期広島城下町の西端に位置した橋で、このあたりは職人町として発達した。寛政8年（1796年）城下で発生した大洪水で落橋している。
天明7年（1787年）、小屋新町に火事や水害が多発したため、天神（菅原道真）にあやかり災害を抑えようと「天満町」に改名した。これを機に、河川を「天満川」、橋を「天満橋」に改名されている。現在もある天満宮は、文政5年（1822年）に尾長天満宮を分霊しこの地に勧請したものであり、改名後のことである。
明治以降昭和初期まで国道2号筋の橋として機能した。大正時代になると、市内に広電が整備され、この橋の下流側に広電天満橋が架橋された。1919年（大正8年）には大洪水により一部破損している。
1945年（昭和20年）8月6日、広島市への原子爆弾投下により被爆（爆心地より約1.05km）。当時天満橋自体は架橋中で隣に仮橋があった状況で、その架橋中の橋の一部が火災により焼失、爆風により桁が緩んだが落橋は免れた。避難者は、燃え上がるこの橋を渡り西へと逃げて行った。
しかし同年9月に上陸した枕崎台風に続いて上陸した、10月の阿久根台風による洪水により流失した。同時期に原爆および風水害により天満川に架かる橋が横川橋以外ほぼ落橋してしまい、歩いて市内に向かうには北に回って横川橋まで行かなければならなくなったため、復旧するまでこの橋北側にロープ伝いの渡し舟が仮設された。
現在の鋼橋は1950年（昭和25年）に再架橋された。

## 地図/上空写真

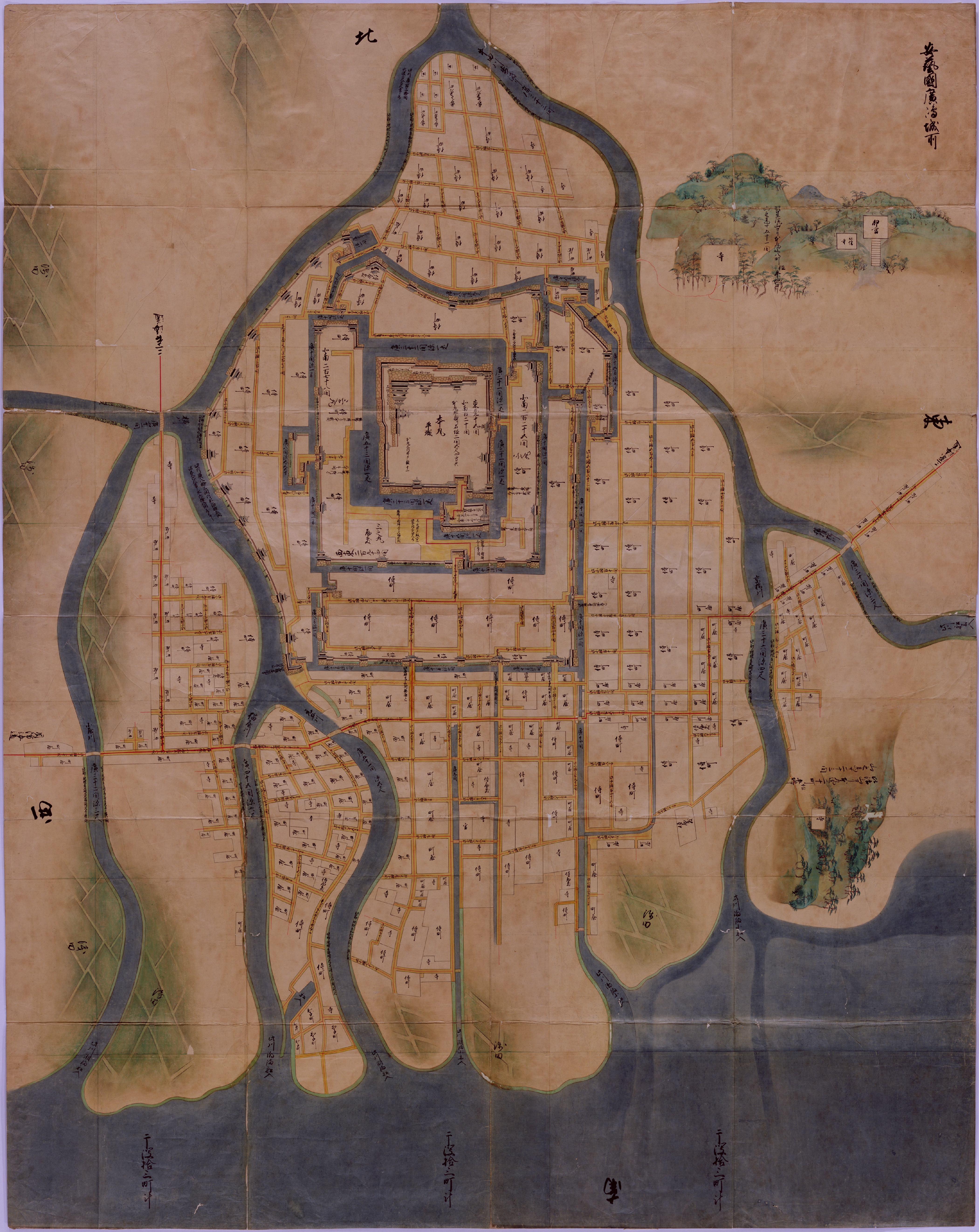
1644年ごろの広島。最も左側の川（当時は小屋川）唯一の橋が現在の天満橋。
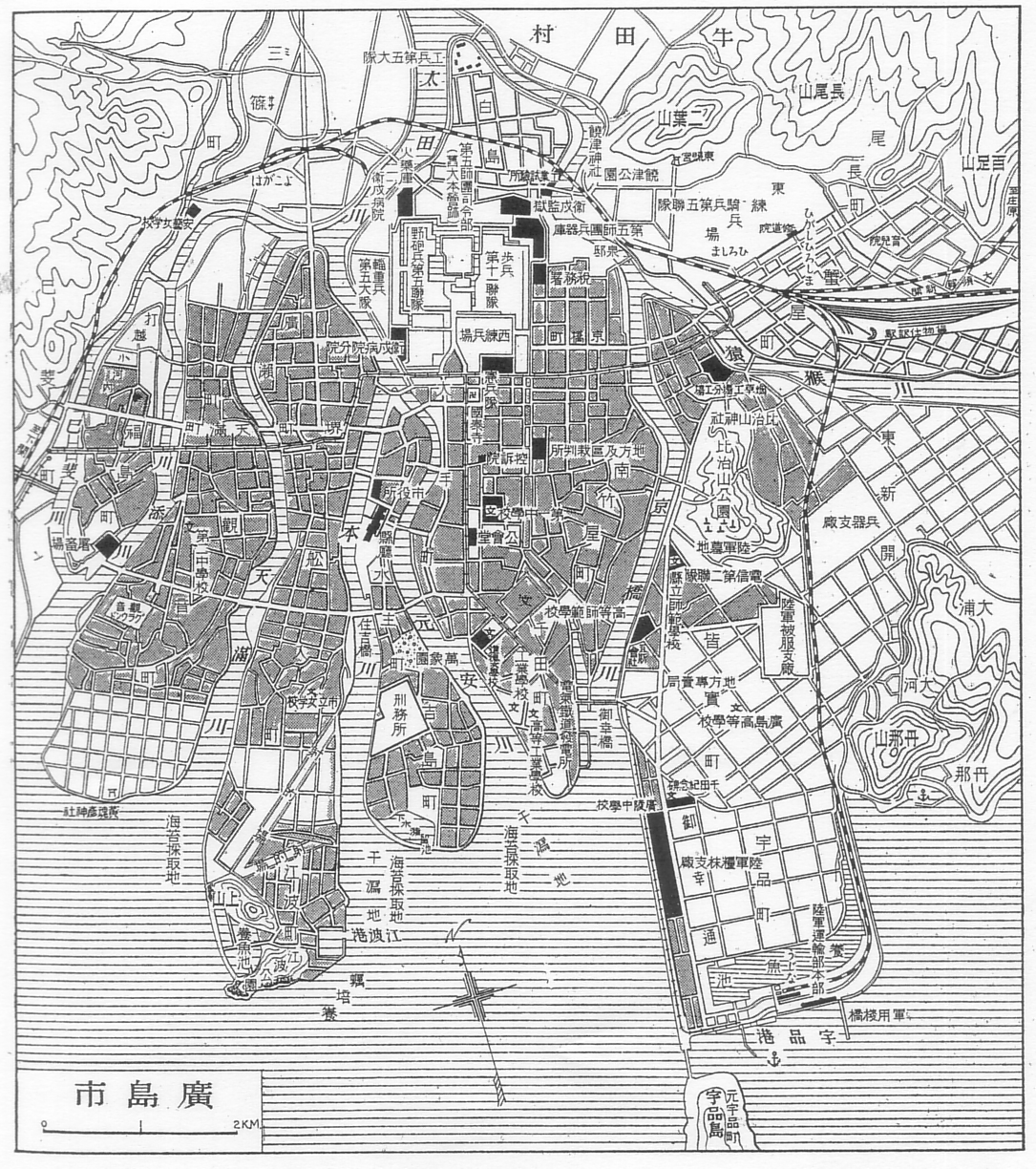
1930年ごろの広島市絵地図。
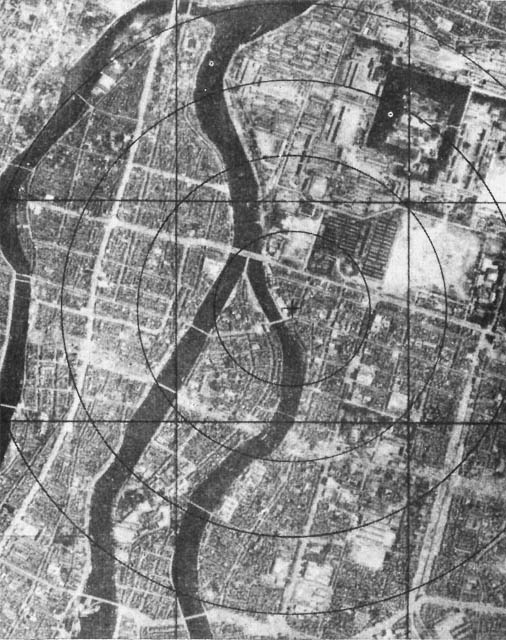
1945年原爆投下前の市中央部上空写真。同心円の中心が爆心地。

## 参考資料
- 四国五郎『広島百橋』春陽社出版、1975年。
- 被爆建造物調査研究会『被爆50周年 ヒロシマの被爆建造物は語る-未来への記録』広島平和記念資料館、1996年。
- 広島市『広島原爆戦災誌』（PDF）（改良版）、2005年（原著1971年）。オリジナルの2013年12月3日時点におけるアーカイブ。2014年3月1日閲覧。
- 松尾雅嗣、谷整二「広島原爆投下時の一時避難場所としての川と橋」（PDF）『広島平和科学』第29巻、広島大学、2007年、1頁-25頁、2014年3月1日閲覧。